# Perucho Conde
Pedro Alberto Martínez Conde (Caracas, 22 de septiembre de 1934-Maracay, 4 de noviembre de 2023) más conocido como Perucho Conde, fue un humorista, poeta, escritor, actor y cantante venezolano.

## Inicios
Perucho Conde nació en el barrio de San Agustín del Norte, de la parroquia de San Agustín de Caracas. Desde muy pequeño comenzó a dar muestras de sus habilidades innatas como poeta y humorista, pero no fue sino hasta después de cumplir 30 años que se inició formalmente como humorista, compositor y declamador frente a la audiencia venezolana. Durante la segunda mitad de la década de 1960 recorrió Venezuela junto a la cantante y bailarina de música flamenca apodada Ana La Macarena y su esposo. Fue en aquellos años cuando escribió poesías como “Encuentro en la Calle”, “Buhonerías” y “La Fiesta de las Esquinas”, donde cobraban vida las principales esquinas de la ciudad de Caracas.
Su gran oportunidad le llegó a mediados de junio de 1970 cuando recibió una llamada de los productores de espacio humorístico de televisión Radio Rochela para realizar una audición y así sumarse al elenco del programa. Una vez contratado, surge uno de los personajes más emblemáticos de su carrera y al cual debe gran parte de sus éxitos en la profesión, apodado Don Goyo Repollo el cual representaba a un habitante de los llanos venezolanos, inspirado en la figura de una de sus tías más cercanas, Paula Martínez. Este personaje aparecía frente a las cámaras haciendo un monólogo acerca de distintos tópicos de la realidad nacional desde el punto de vista humorístico, por lo cual obtuvo el Premio Guaicaipuro de Oro como Actor Revelación del Año en 1971 y dos Premios Meridianos de Oro al Mejor Actor Cómico del Año.
Unos pocos años después, debido a un problema contractual, el director y productor de Radio Rochela, Tito Martínez del Box se marcha de la planta que transmitía el espacio, Radio Caracas Televisión, junto con algunos integrantes del elenco, entre ellos Perucho Conde, al canal Cadena Venezolana de Televisión y continúa su labor humorística en el espacio televisivo “El programa sin nombre” y luego en “Chisparates” cuando la planta televisiva fue adquirida por el Estado Venezolano y la denominó Venezolana de Televisión. A finales de ese decenio, el actor renunció a su contrato con la empresa estatal y se marcha a Venevisión iniciando el espacio “Perucho y Veneranda” junto a la actriz humorística Lucía Ricos y su hijo Ponciano Conde. La popularidad adquirida por Conde, hizo que fuera seleccionado por empresarios artísticos para que actuara en la sala de espectáculos Poliedro de Caracas como "artista de compensación" por Venezuela cuando fueron presentados cantantes extranjeros como Demis Roussos, Nicola Di Bari y Charles Aznavour.

## Internacionalización
1980 fue el año de la internacionalización para Perucho Conde. En los Estados Unidos, el género musical del rap se daba a conocer en el mercado discográfico de ese país con la agrupación The Sugar Hill Gang, la que también obtuvo popularidad en Venezuela. Al novel género musical se le llamó de inmediato en el país, “Cotorra” y el entonces presidente y productor del sello discográfico Promociones Musicales PROMUS, Chuto Navarro, le pidió a Perucho que escribiera “una cotorra criolla” para ofrecerle al público una versión vernácula de la música del momento. Este fue el origen del tema conocido como “La Cotorra Criolla” con la cual por vez primera un humorista venezolano obtuvo gran popularidad entre los temas musicales más difundidos por las emisoras de radio nacionales y llegó también a los primeros lugares de difusión de países latinoamericanos y de España, lo que le llevaría a presentarse en Chile en el espacio “Sábado Gigante” del animador apodado Don Francisco. A "La Cotorra Criolla" le cabe el mérito del primer tema de rap en español y de protesta que se haya registrado en los libros de la historia del género.
En 1981, estuvo al frente del espacio “La Chistera” de la estación Venevisión (junto con otro genio de la comicidad como Toco Gómez), sin abandonar su personaje de Don Goyo Repollo al lado de Lucía Ricos. Incursionó en el medio radial con el programa “Cotorreando” que salía al aire de lunes a viernes por la emisora de Caracas Radio Continente donde se desempeñó como locutor, productor y escritor. En esos años, Conde, su hijo Ponciano y Lucía Ricos presentaron en algunos teatros de Venezuela el montaje humorístico “Perucho No Es Conde Nada” basados en sus rutinas conocidas de televisión. "Cotorreando" se mantuvo en el aire entre 1982 y 1985, siendo sustituido  después por “Venezuela con Cariño” por la emisora YVKE Mundial y “La Pulpería de Perucho” en Radio Continente. En 1988, regresó a la televisión como animador, cuando reemplazó al actor y presentador venezolano Orlando Urdaneta en el espacio de variedades “Súper Show” de Venezolana de Televisión.

## Origen y repercusión de "La Cotorra Criolla"
En 1979 el grupo estadounidense Sugar Hill Gang tuvo el mérito de lanzar al mercado discográfico un disco de un género hasta entonces desconocido llamado rap El tema que grabaron con ritmo de música disco de fondo se tituló Rappers Delight, que resultaba incomprensible en idioma inglés. En Venezuela, donde el tema llegó en 1980, fue rebautizado como La Cotorra, apelando a un localismo venezolano para las conversaciones largas. Un año más tarde, Perucho Conde presentó una versión en español, titulada "La Cotorra Criolla", incluida dentro de su álbum LP homónimo, con un ritmo parecido al del grupo Sugar Hill Gang, el cual se convirtió en el primer tema de "rap" grabado en idioma español, y se trata de una denuncia social, enmarcada en las promesas que realizó siendo candidato presidencial el político venezolano Luis Herrera Campins, entonces Presidente de la República. La situación descrita en el tema era la del campesino residente en Caracas que representaba la de millones de marginados que trabajaban en el extremo Este de la ciudad, en momentos en que aún no existía el Metro de Caracas. 
El tema, que llegó incluso a influir en el lenguaje popular de la época, tuvo repercusiones fuera de Venezuela. Se sabe que a la empresa productora del trabajo discográfico, PROMUS, le llegaron peticiones de otras empresas discográficas extranjeras como la filial chilena del sello transnacional POLYGRAM que se dispuso a presentarlo en Chile bajo el sello PHILIPS. Incluso, el grupo argentino Malvaho presentó en 1981 su propia versión que fue incluida en su álbum "Mix-One". Igualmente, el grupo español Def Con Dos realizó su propia versión para su segundo disco titulado "Segundo asalto", en 1989. El grupo musical uruguayo La Abuela Coca también hizo una versión del tema en su primer disco publicado en el año 1996. El cantante y músico argentino Machito Ponce presentó otra versión y hasta un artista peruano, apodado "Serrucho Combe", en una aparente alusión a Perucho Conde, publicó su propia versión para el sello "Zeta" de la compañía discográfica peruana "El Virrey" en 1980. Estas versiones indican claramente la influencia que tuvo este tema desde sus comienzos. La popularidad que este tema ha tenido influyó para que se hiciera mención de él en el libro "Crossroads of the pop" como el primer rap en idioma español y el de mayor difusión hasta entonces.

## Los años 1990
La década de 1990 tuvo un comienzo más bien lento para Perucho Conde. En 1991, la señal de Radio Uno salió al aire en Caracas transmitiendo únicamente música venezolana y Perucho consiguió un nicho dentro de la programación en el horario de 9 a 12 con “Perucho en Uno” también al lado de Ponciano, su hijo también contaría con una participación en la telenovela Blue Jeans de Venezolana de Televisión. Pero en 1994 regresaría a la pantalla chica buscado por el empresario Gustavo Cisneros para firmar un contrato de exclusividad con el canal Venevisión. En esta nueva etapa, conseguiría trabajar dentro de los proyectos dramáticos del canal, un deseo del actor madurado durante mucho tiempo. Así, Conde fue incluido en la telenovela "Peligrosa", representando al personaje humorístico “Corcho Camacho” que daba la nota humorística a ese espacio dramático. Nuevamente la atención del público se centró en su persona y demostró que tenía respaldo para destacarse en esa faceta actoral. Ese mismo año se unió al elenco del programa de humor “Cheverísimo” para protagonizar el segmento titulado “El Serrucho de Perucho”.  En 1996, repitió la experiencia dentro de las telenovelas de Venevisión dándole vida a “Pataruco” en la telenovela “Como Tú, Ninguna”.
Por aquellos años sus seguidores desempolvaron “La Cotorra Criolla” y el grupo “Los Amigos Invisibles” lo invitaron a cantar con ellos en vivo esa canción durante la competencia final del Festival Nuevas Bandas de 1996 en la "Casa Rómulo Gallegos" de Caracas. Los aplausos del público le hicieron sentir como uno más de los jóvenes que colmaron el lugar. De esta actuación fue realizada una grabación.
Durante los 90 apoya a su hijo Ponciano Martínez que supo darse su puesto como comediante a pesar de tener encima la cruz de la fama de su padre, lo que, le obligó a desligarse y adoptar un estilo propio. Sus rasgos y voz le daban chance para papeles de llanero y así también lo mostró en espacios dramáticos. Actualmente ha dejado el humor en un segundo plano y se ha ocupado más de predicar la palabra del Evangelio.

## Últimos años y muerte
A principios del nuevo milenio, Perucho abandona Venevisión y fija su residencia en la ciudad venezolana de Cagua. Entre los años 2001 y 2006 trabajó nuevamente en la radio como figura central de los programas “La Hora de Perucho” en Radio Apolo, “Par de Jota” en la emisora Energía 100.5 FM de Maracay y “Pa’ la Calle” en la emisora Calle 98 de La Encrucijada donde compartió los micrófonos con su colega Ramón Hinojosa. A estas experiencias en la radio aragüeña se sumaron dos proyectos humorísticos en la TV: “Ojo Pelao” que salió al aire por Venezolana de Televisión y “Son Risas y Carcajadas” en la planta del Estado TVes. En sus últimos años, ya retirado del medio televisivo, Conde se dedicó a la animación de algunos espectáculos públicos.
Perucho Conde murió el 4 de noviembre de 2023 en Maracay, rodeado de sus familiares.

## Controversias

### Denuncia de violación infantil en su contra
Grecia Augusta Rodríguez, actriz y cantante lírica venezolana e hija del fallecido Gustavo Rodríguez, denunció a Perucho Conde a finales del mes de abril de 2021 por medio de dos videos publicados en su cuenta de Instagram, a quien señaló como el agresor de un acto de abuso sexual (violación) de la cual fue víctima cuando apenas contaba con 6 años de edad, en las instalaciones del canal de televisión Venevisión.
En su primer comunicado señaló:
"...a los seis años de edad en el baño de hombres de Venevisión, un gran actor cómico venezolano, muy amigo de mi familia además, muy respetado en toda la escena cultural venezolana y por supuesto dentro del contexto humorístico, me violó, con la excusa de hacerme entender como actuar mejor..."
Parte de sus palabras en el segundo video: 
"...mis agresores, el gran actor cómico que era muy amigo de mi familia, es el actor Perucho Conde, el fue mi primer agresor..."

El pasado 14 de mayo de 2021, Grecia Augusta Rodríguez formalizó su denuncia de abuso sexual ante el Ministerio Público de la República Bolivariana de Venezuela, mientras publicó un mensaje para su supuesto agresor en su cuenta de Twitter:
“Y a ti, AGRESOR, comienza a vivir con las consecuencias sociales, mentales y legales de tus decisiones. Responsabilízate del curso que le has dado a tu poder. ¿Te gusta jugar con la vulnerabilidad de la inocencia? Pues, bien. Ahora cosecha el fruto de tu perversión. Y que te quede bien claro, no te tengo miedo.”
Al momento de morir Conde, no se habían formalizado acciones legales del Estado en su contra, por lo que el desenlace del caso terminaría por ser póstuma, sin un criminal a quién absolver o condenar.

## Telenovelas
- Blue Jeans 1991
- Como tu ninguna 1994-1995
- Peligrosa (telenovela) 1994-1995